# Carlos Mugica
Carlos Francisco Sergio Mugica Echagüe (Buenos Aires, Argentina, 7 d'octubre de 1930 - 11 de maig de 1974) va ser un sacerdot i professor argentí vinculat al Moviment de Sacerdots per al Tercer Món i a les lluites populars de l'Argentina de les dècades de 1960 i 1970.
L'apostolat de Mugica es va caracteritzar per la seva «opció preferencial pels pobres», principi fonamental de la Teologia del poble. La major part de la seva labor comunitària va tenir lloc en la Vila 31 de Retiro, on va fundar la parròquia Cristo Obrero, sent un dels fundadors del moviment conegut com a curas villeros.
Carlos Mugica va morir assassinat a trets, després de celebrar missa a l'església de San Francisco Solano, en Villa Luro. Entre 2012 i 2016 la justícia va establir que va ser assassinat per l'organització parapolicial Triple A.